# Dikra El Idrissi Dafali
Dikra El Idrissi Dafali, née le 13 avril 2003 à Tétouan, est une gymnaste rythmique marocaine.

## Carrière
Aux championnats d'Afrique de gymnastique rythmique 2020, Dikra El Idrissi Dafali est médaillée de bronze par équipes.